# 혁명사적지
혁명사적지(革命史蹟地)는 조선민주주의인민공화국의 역사 유적지이다. 1966년, 김정일이 조선로동당 선전선동부에서 활동할 당시 처음 지정되었으며, 조선민주주의인민공화국 내에는 수십개의 혁명사적지가 존재한다.

## 같이 보기
- 조선민주주의인민공화국의 역사
- 한국의 독립운동